# Gossamer (album)
Gossamer è il secondo album discografico del gruppo musicale statunitense Passion Pit, pubblicato nel luglio 2012.
Il primo singolo estratto è stato Take a Walk, pubblicato nel maggio 2012. Hanno fatto seguito I'll Be Alright (giugno 2012), Constant Conversations (luglio 2012) e Carried Away (gennaio 2013).

## Tracce
Testi e musiche di Michael Angelakos.
1. Take a Walk – 4:25
2. I'll Be Alright – 4:23
3. Carried Away – 3:42
4. Constant Conversations – 3:56
5. Mirrored Sea – 4:06
6. Cry Like a Ghost – 4:23
7. On My Way – 3:47
8. Hideaway – 3:51
9. Two Veils to Hide My Face – 0:34
10. Love Is Greed – 4:20
11. It's Not My Fault, I'm Happy – 5:06
12. Where We Belong – 5:00

## Classifiche
- Billboard 200 - #4[2]
- Official Albums Chart - #56[3]